# Огород Дофина (парк)
Огород Дофина (фр. Potager du Dauphin) — парк, расположенный в центре французского города Мёдон, в департаменте О-де-Сен. Созданный в XVII веке, он стал королевским владением, после того как его купил Людовик XIV для своего сына Великого Дофина. Проданный как национальное имущество во время Французской революции, парк сменил несколько владельцев и в конце концов был приобретён в 1946 году иезуитами, которые сделали его школой-интернатом для молодых русских, находящихся в изгнании. В 2002 году парк перешёл во владение города Мёдон и был открыт для публики.

## История

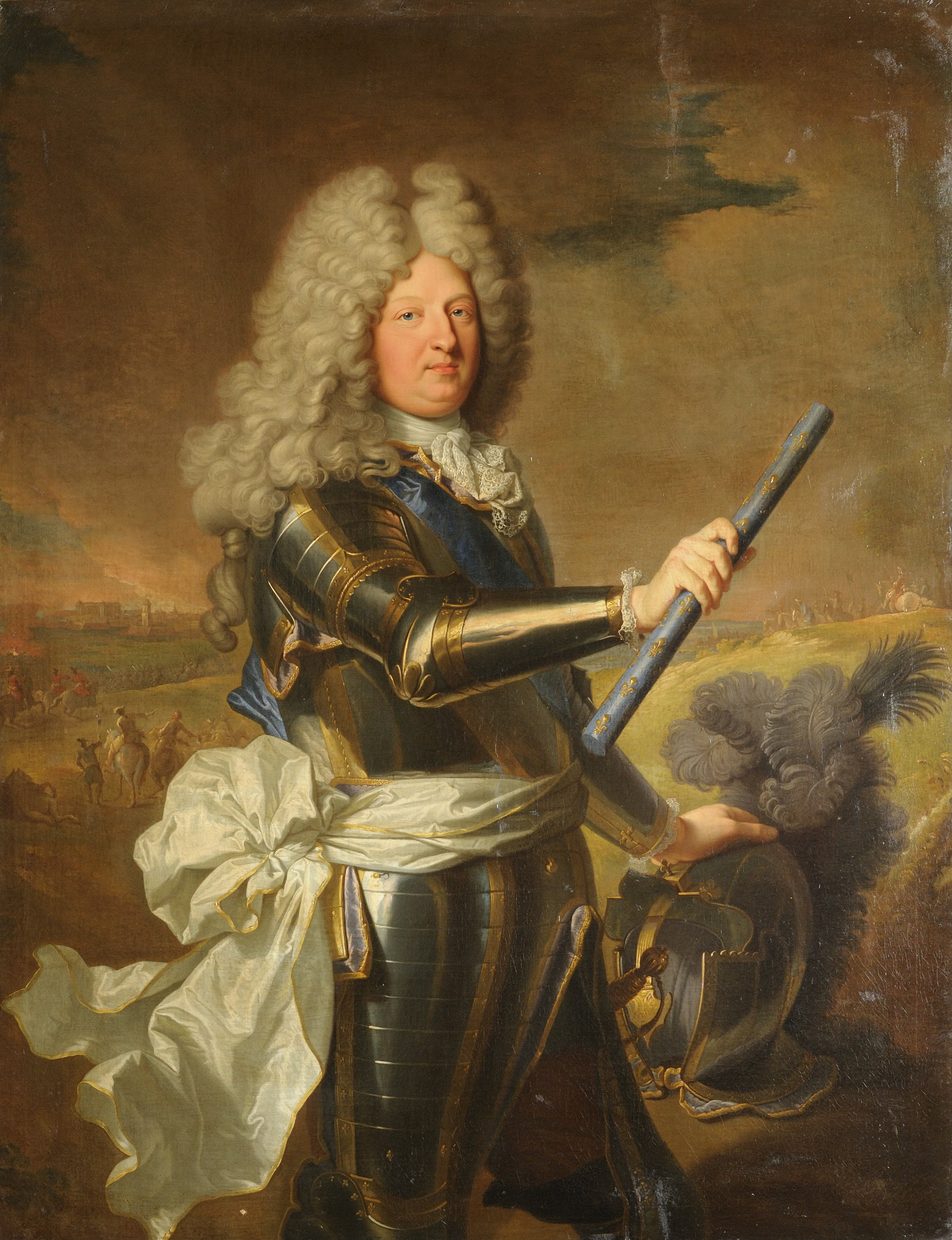
Гиацинт Риго. Портрет Великого Дофина Людовика Французского (1661—1711)

В 1679 году маркиз де Лувуа, министр короля Людовика XIV, приобрёл поместье Медон. Поместье создавалось почти полтора века и было достаточно популярным. Здесь Лувуа хотел разбить большой огород, чтобы обеспечить потребности находившегося в Медоне дворца.

### Королевское владение
Когда Лувуа умер, Людовик XIV купил Медон, чтобы разместить там Великого Дофина, своего сына и наследника престола. Великий Дофин поселился там со своим двором как второе лицо государства. «Дворцовый огород» стал «Королевским», обеспечивая продуктами стол Великого Дофина в Медонском дворце, а также королевский стол в Париже и Версале.
Во время Французской революции огород был продан в собственность государства, а затем перешел в частную собственность. В 1824 году семья Одье приобрела землю и владела ею примерно до 1880 года, построив здесь нынешний особняк. Затем в 1881 году территория была приобретена Проспером Порторишем, который соорудил хозяйственные постройки, разделённые большим застеклённым двором, использовавшимся, в частности, для ухода за лошадьми.

### Иезуитский институт для русских студентов

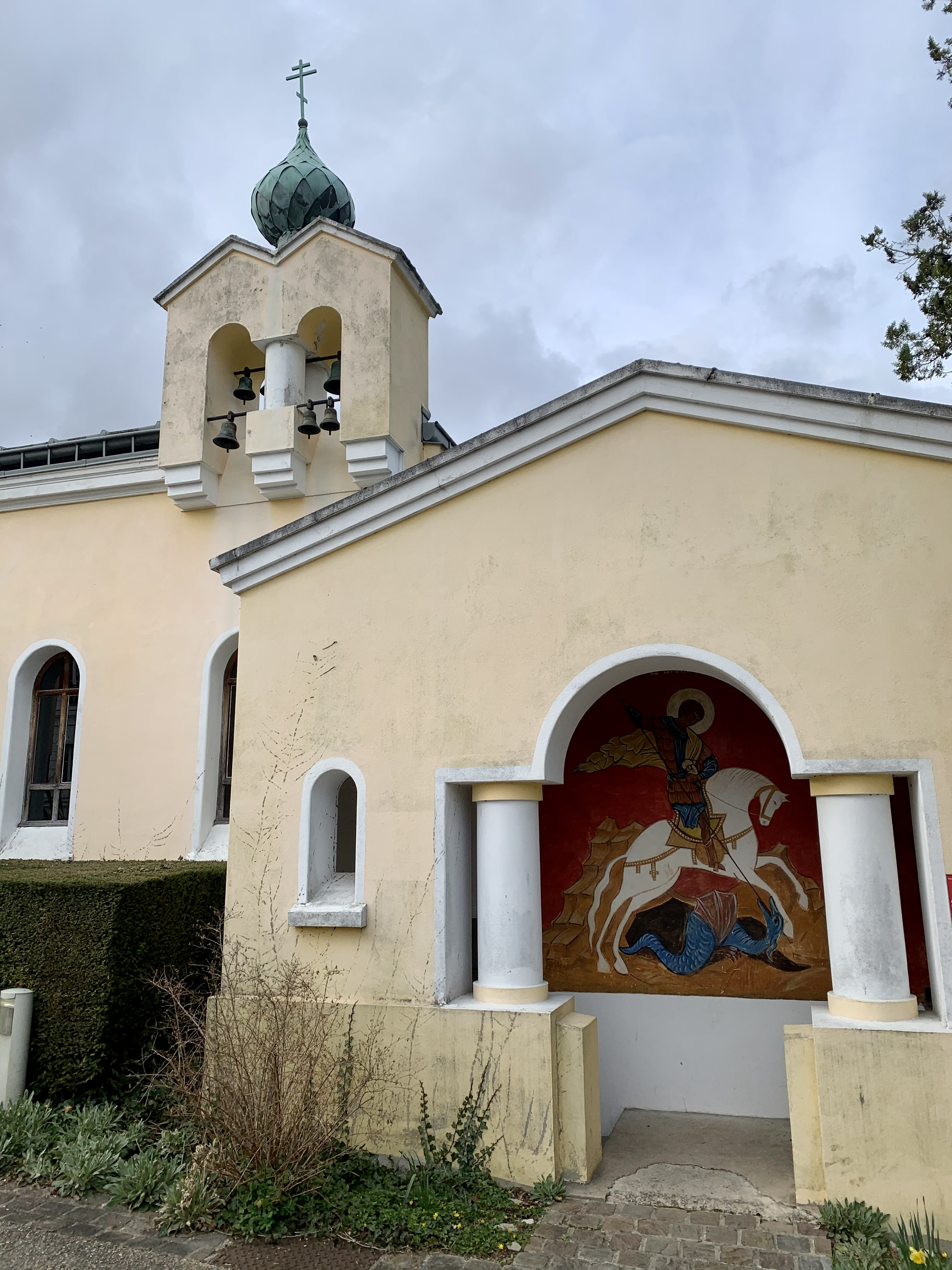
Православная часовня

Территория огорода была приобретена в 1946 году Иезуитским Орденом, который основал здесь школу-интернат Сен-Жорж, управляемую отцами-иезуитами для размещения молодых русских (православных), находящихся в изгнании. При этом уважалась их принадлежность к Русской православной церкви, в том числе при совершении богослужений.
В то время были произведены некоторые преобразования на территории: была построена византийская часовня в здании, которое когда-то было оранжереей. Застеклённый двор превратился в библиотеку с сотней тысяч произведений на славянских языках. На стене часовни появилось изображение Святого Георгия.
С распадом СССР и прекращением религиозных преследований школа-интернат Сен-Жорж постепенно потеряла свою привлекательность, так как молодые русские предпочитали учиться непосредственно в России, а не в Медоне. Именно поэтому отцы-иезуиты продали эту собственность городу в 2002 году.

### Парк и сквер

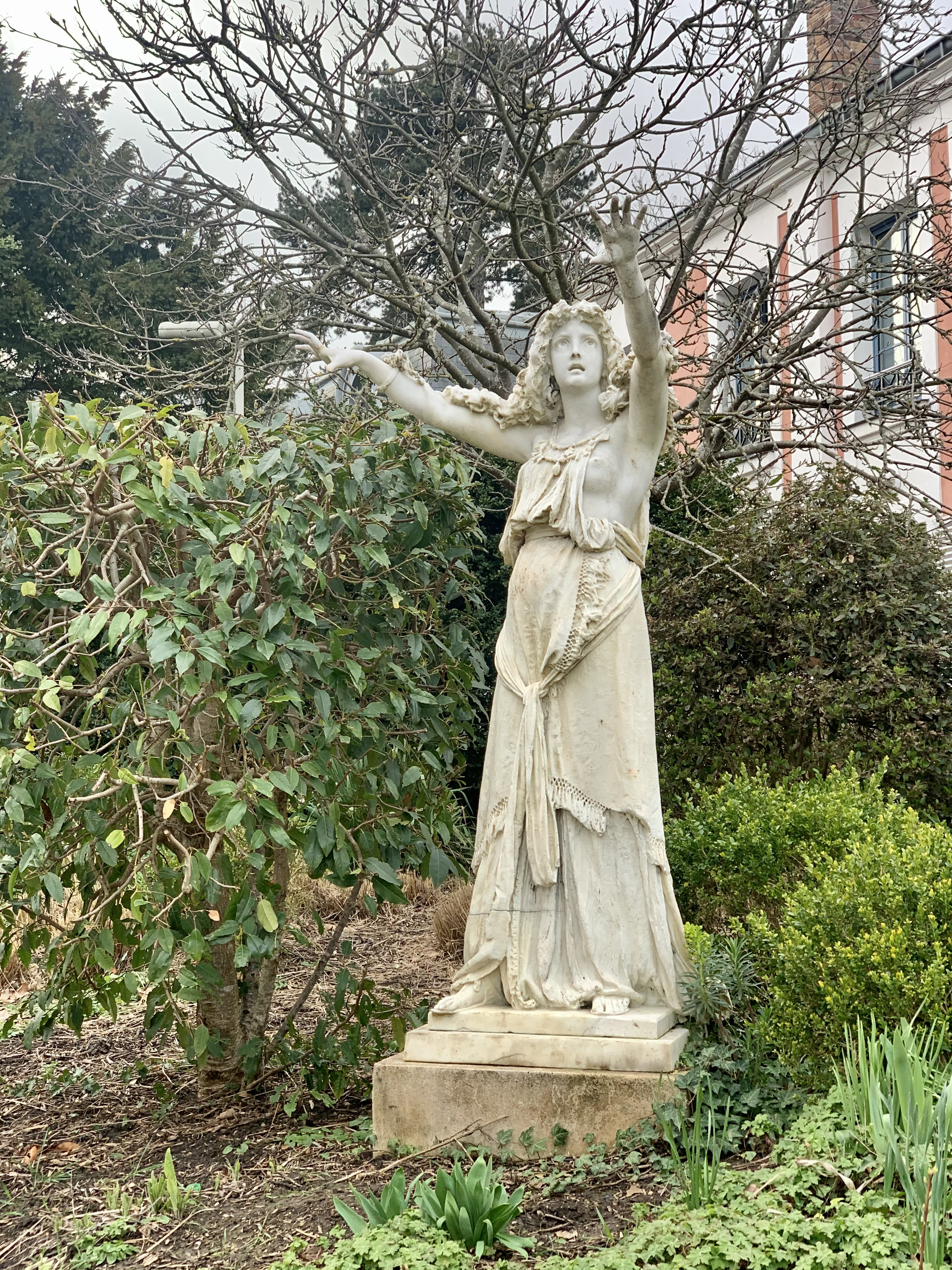
Скульптура в парке

В итоге Огород Дофина был приобретен городом Мёдон, который провёл реставрационные работы в парке, доме и пристройках. Приобретая данный объект, город Медон сохранил его историческое, культурное и экологическое наследие. Здесь находятся пятнадцать ремесленных мастерских, в том числе ротогравюрная мастерская Фанни Буше.
В старинной часовне проходят уроки по игре на балалайке, пению, фортепиано, русскому языку, миниатюре и иконописи, а здания, посвящённые искусству и культуре, открыты для публики.
Парк площадью 15 тыс. м² в настоящее время открыт для посещения.